# The Lemon Twigs
The Lemon twigs is een Amerikaanse rockgroep uit Long Island, New York, opgericht en geleid door de broers Brian D’Addario en Michael D’Addario. Beide broers zingen en schrijven de liedjes en zijn multi-instrumentalisten. Zowel Brian als Michael gingen naar de Hicksville High School.

## Geschiedenis

### 2014: Formatie en eerste jaren
The Lemon Twigs zijn opgericht door de broers Brian en Michael D'Addario terwijl ze beiden op de Hicksville High School zaten. 
De eerste muziek die ze uitbrachten was de cassette What We Know, met een gelimiteerde oplage van 100 stuks, in 2015 door Winspear Records.

### 2016–2018:Do Hollywood
Op hun eerste algemeen uitgebrachte album, Do Hollywood, verzorgen beide broers de zang en de lead-gitaar op de liedjes die zij componeerden. Deze manier van werken wordt doorgezet zijn liveoptredens, waarbij de andere broer de drum bedient. Schoolgenoten Megan Zeankowski en Danny Ayala zorgen voor de basgitaar en de toetsen. 
De muziek die de band maakt en speelt zijn geüpdatete versies van het klassieke rockgeluid van de barokpop uit de jaren 60 zoals: The Beatles, The Beach Boys and The Zombies en de powerpop en artrock uit de jaren 70 van Big Star, Badfinger, The Raspberries, 10cc and Todd Rundgren. The Times beschrijft The Lemon Twigs als "een moderne band die de melodische harmonie rijke soft rock van Wings en Supertramp, de underground cool van Big Star en de Ramones, en de theatraliteit van Broadway musicals combineert."
In september 2017 bracht de band een ep uit, genaamd Brothers of Destruction. Deze bevat materiaal dat opgenomen is tijdens het maken van het album Do Hollywood.

### 2018 – 2020:Go to School
Op 10 juli 2018 maakte de band bekend dat hun tweede album genaamd ‘Go to school’, een musical over een aap die naar school gaat, wordt uitgebracht op 24 augustus 2018.

### 2020- 2023:Songs For The General Public
Het derde studioalbum Songs For The General Public, zou oorspronkelijk uit komen op 1 mei 2020. Door de corona-pandemie is deze release date opgeschoven naar 21 augustus 2020. 

### 2023: Everything Harmony
Het vierde album van de band Everything Harmony, kwam uit op 5 mei 2023. Dit album werd uitgebracht onder het label Captured Tracks. 

### 2024: A Dream Is All We Know
Het album A Dream Is All We Know kwam uit in 2024. 

## Bandleden
Huidige leden
- Brian D'Addario – zang, gitaar, basgitaar, toetsen, drums, trompet, viool (sinds 2014)
- Michael D'Addario – zang, gitaar, basgitaar, toetsen, drums, percussionist (sinds 2014)

Toerende leden
- Danny Ayala – toetsen, zang, gitaar (2014-2017) (2023-heden)
- Daryl Johns – basgitaar (sinds 2018)
- Tommaso Taddonio – toetsen (sinds 2018)
- Andres Valbuena – drums (sinds 2018)

Voormalig toerende leden
- Megan Zeankowski – basgitaar (2014-2017)

## Discografie

### Studioalbums
- What We Know (2015, gelimiteerde oplage)
- Do Hollywood (2016)
- Go to school (2018)
- Songs For The General Public (2020)
- Everything Harmony (2023)
- A Dream Is All We Know (2024)

### Ep's
- Brothers of Destruction (2017)

### Singles
- "These Words"/"As Long as We're Together" (2016)
- "I Wanna Prove to You" (2017)
- "Foolin' Around"/"Tailor Made" (2018)
- "If You Give Enough" (2018)
- "Small Victories" (2018)
- "The Fire" (2018)
- "Corner Of My Eye" (2023)

## Bron
- Dit artikel of een eerdere versie ervan is een (gedeeltelijke) vertaling van het artikel The Lemon Twigs op de Engelstalige Wikipedia, dat onder de licentie Creative Commons Naamsvermelding/Gelijk delen valt. Zie de bewerkingsgeschiedenis aldaar.